# Collegiata di Santa Maria Maggiore (Guardiagrele)
La collegiata di Santa Maria Maggiore è il duomo di Guardiagrele, in provincia di Chieti e arcidiocesi di Chieti-Vasto.
Presenta una struttura complessa, frutto del susseguirsi delle fasi costruttive nei secoli. È caratterizzata da un'elegante facciata in pietra della Majella (che procurò alla città la definizione di "città di pietra" da Gabriele D'Annunzio ne Il trionfo della morte) e in cui è incorporata una massiccia torre campanaria.

## Storia

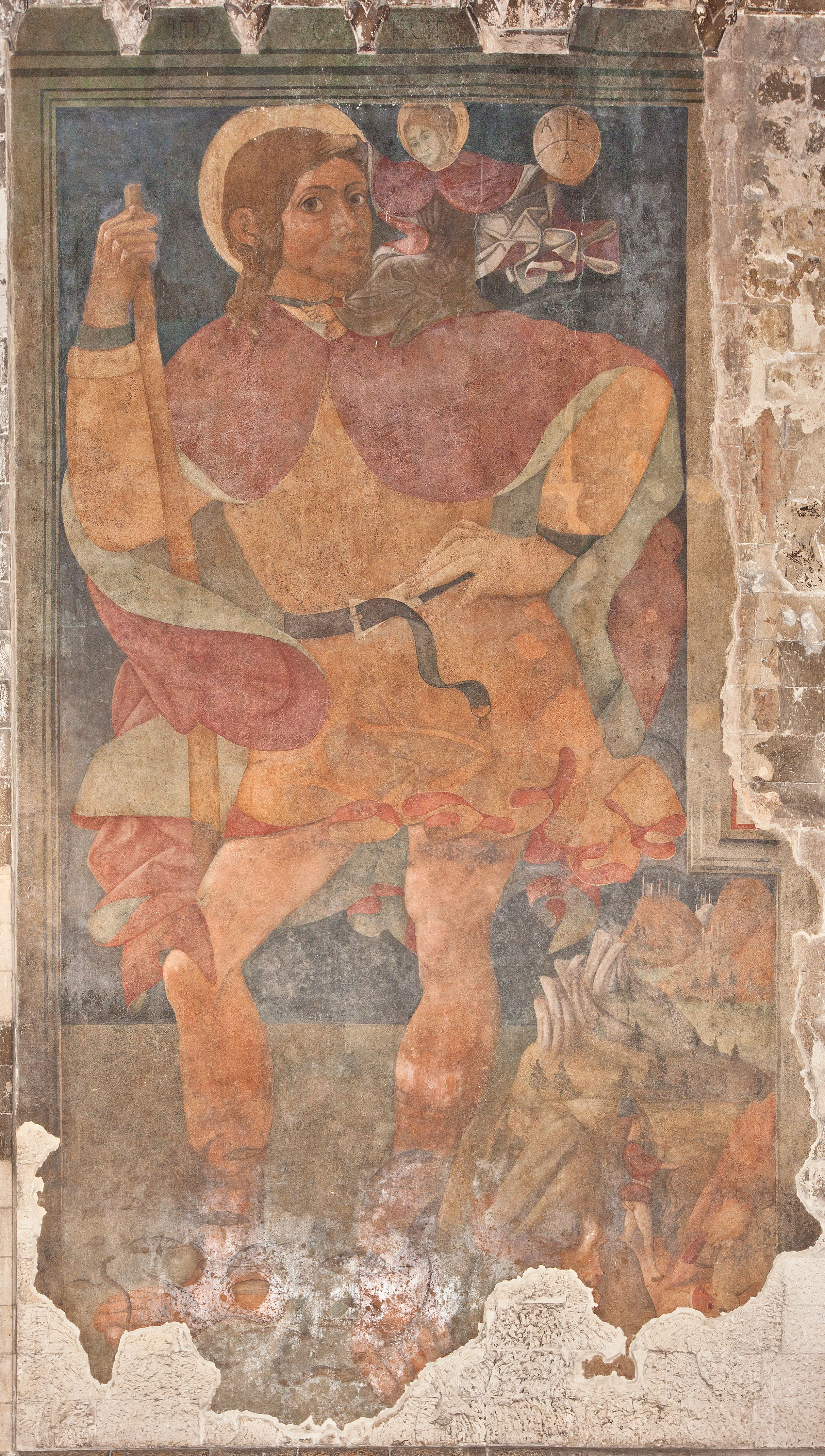
L'affresco di San Cristoforo

La tradizione locale fa risalire l'edificazione della chiesa al 430, sui resti di un antico tempio pagano. Gli studi attuali attribuiscono l'origine a una chiesa cimiteriale del XIII secolo, collocata fuori dalle mura del castrum. Lo storico locale Francesco Paolo Ranieri parla di due chiese ben distinte nel XIII secolo: Santa Maria e l'attigua chiesa della Natività di Gesù, che verrà fusa nella nuova fabbrica dopo i danni del sisma del 1706.
Probabilmente alla prima fase costruttiva fanno riferimento le due date '1133' e '1150' incise sulla facciata, riportate negli scritti dallo storico settecentesco Anton Ludovico Antinori, ma che sono sparite. Certo è che nel 1256 il cimitero venne spostato nelle vicinanze della chiesetta di san Siro, l'attuale chiesa di san Francesco d'Assisi, poiché il fulcro della vita cittadina e delle sue principali attività si stava spostando a Santa Maria Maggiore. Nei due secoli successivi allo spostamento del camposanto, la chiesa venne abbellita e arricchita con opere d'arte.
Nel XIV secolo furono effettuate le principali modifiche all'edificio quali la costruzione della torre campanaria e il porticato settentrionale. Nel secolo successivo vennero aggiunti o rinnovati altri importanti elementi architettonici e di arredo come il portale principale a sesto acuto, le monofore della facciata, gli affreschi sotto i porticati e la croce processionale di Nicola da Guardiagrele (che venne poi saccheggiata ma in parte recuperata ed esposta nel museo del duomo). Sulla sommità della torre sono osservabili tracce che rimandano a una cella campanaria ottagonale, abbattuta dagli eventi sismici susseguitisi nel tempo, in particolare il terremoto del 1706, che implicò la ricostruzione di una torre campanaria quadrata, in stile diverso dal gotico della facciata, distrutta nel 1943.

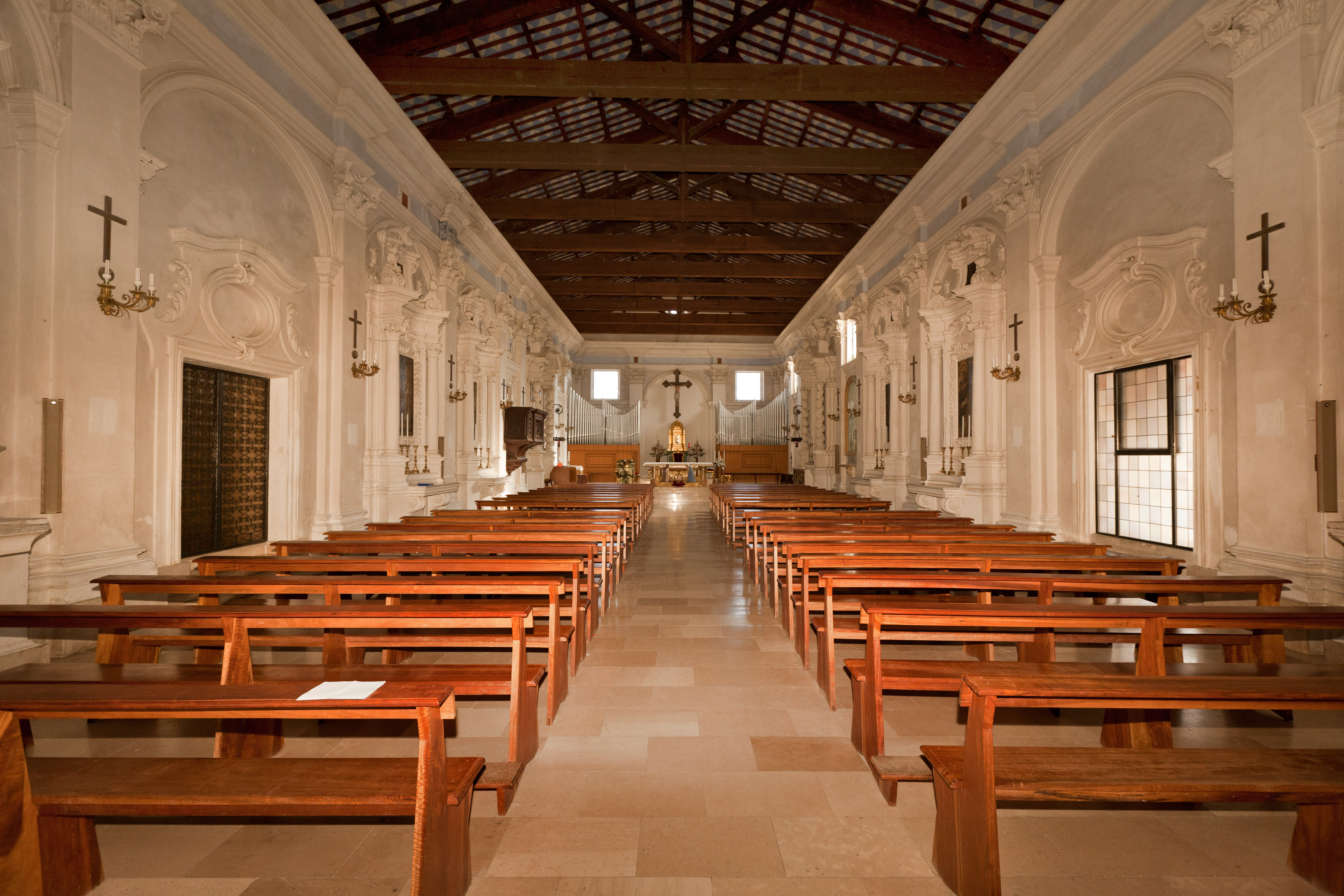
Il nuovo ambiente sopraelevato

Dell'edificio originale è sopravvissuto solo il prospetto sotto il portico meridionale, seppur con diverse aggiunte, come il secondo portale. Inserito nel 1578, quest'ultimo fu probabilmente ricavato da un blocco che in origine doveva essere un altare ed è caratterizzato da ricche decorazioni a treccia, grottesche e motivi floreali. Non coevo alla costruzione originale nel lato meridionale è anche il gigantesco affresco del 1473 raffigurante San Cristoforo, realizzato da Andrea De Litio (unica opera firmata e datata dall'artista), che mostra il santo nell'atto di attraversare un corso d'acqua gremito di pesci sorreggendo sulle spalle il bambino Gesù, che a sua volta innalza un globo sul quale sono scritte le lettere A A E (iniziali dei tre continenti conosciuti allora). Il portico fu prolungato nel 1882 oltre via dei Cavalieri, così da coprire gli stemmi delle famiglie guardiesi più importanti affissi sul muro.
Agli inizi del Settecento, dovendo ampliare la chiesa ma facendo fronte anche alla necessità di non ostruire via dei Cavalieri, si decise di ricorrere alla sopraelevazione dell'intera aula prolungandola fino alla chiesa della Madonna del Riparo, situata sul lato opposto della strada. Fu ricavato un ampio e luminoso interno a navata unica, a cui si poteva accedere tramite un'ampia gradinata, mentre Santa Maria del Riparo divenne un locale di sgombero chiuso. La nuova chiesa di Santa Maria Maggiore è stata restaurata nel XX secolo dopo i danni dei bombardamenti alleati del 1943-44, con la sostituzione della copertura in favore di un tetto a capriate. Per la ricostruzione del campanile bisognerà attendere il 2009.

## Descrizione

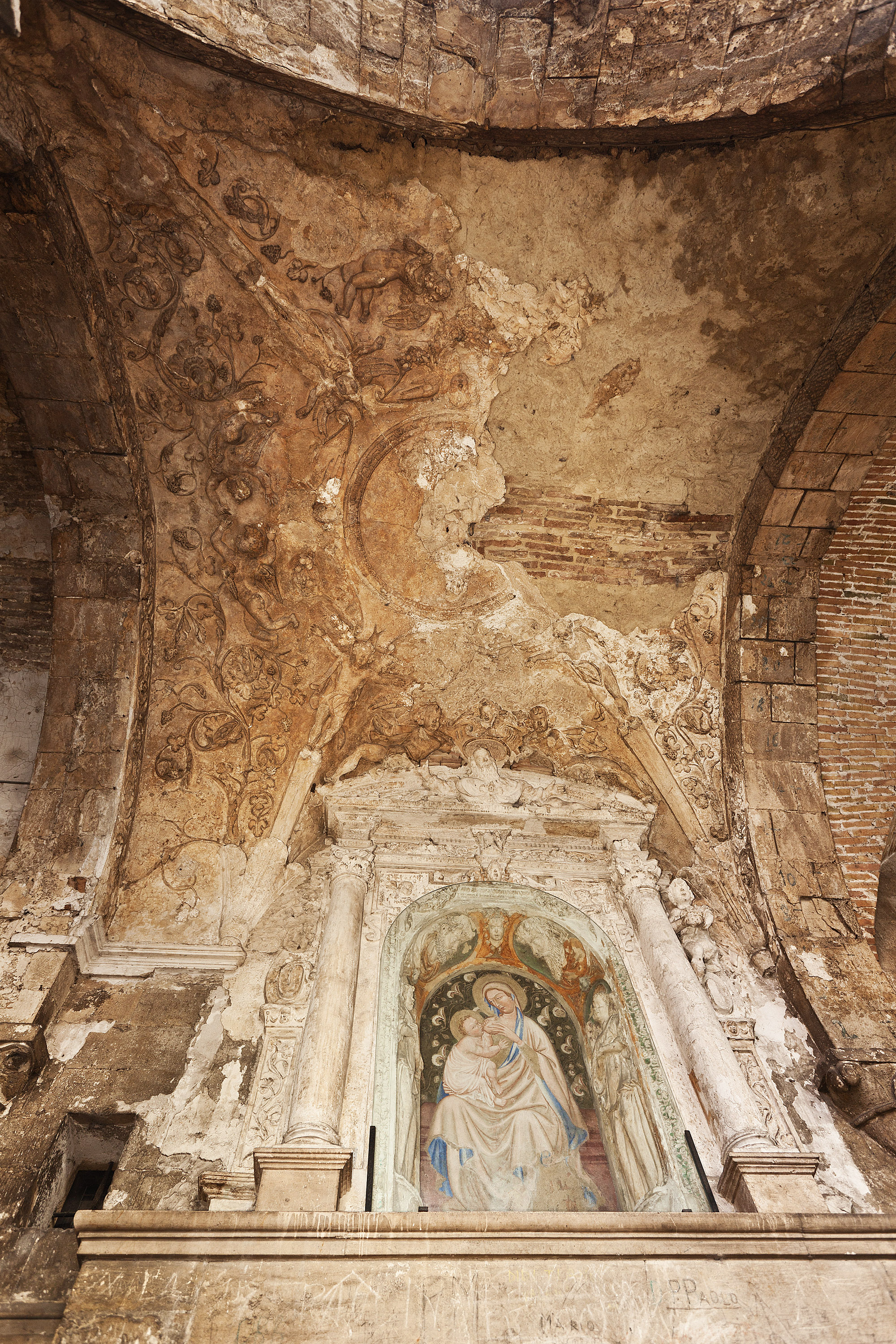
La campata con l'affresco della Madonna del Latte

### Esterno
La facciata in pietra della Majella è dominata da un portale che ben rappresenta il gotico abruzzese, con le sue ricche lavorazioni a fasci di colonne e capitelli con motivi floreali e un archivolto a cordoni concentrici fortemente strombato. Le sue ante in legno sono datate 1686, mentre la lunetta ospitava un gruppo scultoreo del XV secolo sull'Incoronazione della Vergine, esposto ora nel museo del duomo. Sotto l'orologio un'edicola accoglie una statua di San Giovanni Battista, riconducibile alla seconda metà del Quattrocento.
Il portico settentrionale, verso palazzo Vitacolonna, è coperto da un soffitto con volte a crociera sostenute da massicci pilastri e colonne lapidee e ospita all'interno di un'edicola rinascimentale, e l'affresco quattrocentesco della Madonna del Latte, il cui autore è ignoto, sotto una campata ricoperta da ricche decorazioni barocche in stucco.

### Stemmi nobiliari
Una lapide creata appositamente nel 1881, si trova sul fianco sinistro del Duomo di Guardiagrele, volto su Largo N. da Guardiagrele, con il compito di conservare tutti gli stemmi nobiliari delle più influenti famiglie guardiesi vissute dal Medioevo al XIX secolo, stemmi rimossi solitamente dagli architravi dei portali dei palazzi, alcuni dei quali scomparsi, i quali offrono una preziosa testimonianza per tracciare la storia della vita locale dal XII sino al tardo Ottocento.
- Ugni: nobili guardiesi che avevano i feudi nella parte nord-occidentale della montagna, da Caporosso a Caprafico e Palombaro. Lo stemma è caratterizzato da stelle di fiordaliso. La loro chiesa prediletta era quella di San Nicola. Nel registro dei morti della parrocchia (anni 1335-1701), si leggono i nomi dei conti Leone, Giangiorgio, Cantelmo, Giulio Cesare, Ottavio, Odorisio, Giovanna, Maruzia, Porzia, Isabella, Lelia, Vittoria Ugni. Nell'812 è documentato un tal Valentino detto "cuor senza fiele" per le elargizioni fatte ai poveri, nel 1200 un tal Giovanni Ugni era marchese e conte di Frera, nel 1238 Gentile di Ceresolo Ugni ebbe in custodia da Federico II il giustiziere d'Abruzzo Boemondo Pissone. Nel 1280 sotto Carlo d'Angiò, il feudo Ugni era posseduto da Guglielmo di Cerasolo, e della Rocca di Gilperto. Nel 1539 don Carlo Ugni vendette ad Agostino Cappella una parte di contrada Morelle per 100 ducati; Tiberio Ugni, morto nel 1618 era conte di Vallefredda, suo figlio Marzio 1642 era marchese di Torricella, barone di Valle e signore di Guardiagrele. Quanto alle donne Maurizia Cassaura di origini viennesi era moglie di Giovan Battista d'Ugni. La famiglia ebbe relazioni con i Seguro, i Valignani e i Caprafico, nel 1591 fecero edificare il monastero della Misericordia (oggi Casa Ferrari), mentre nel 1599 con il contributo degli Sciola e dei Marini realizzarono il convento dei Padri Cappuccini, poi la cappella della Madonna del Popolo presso Santa Maria Maggiore, dove si trovava la Confraternita dei Bianchi. Il palazzo degli Ugni si trovava appena dietro la chiesa di San Nicola, oggi distrutto, e una seconda casina si trovava in contrada San Leonardo, edificata come una vera e propria "delizia" con giardino.

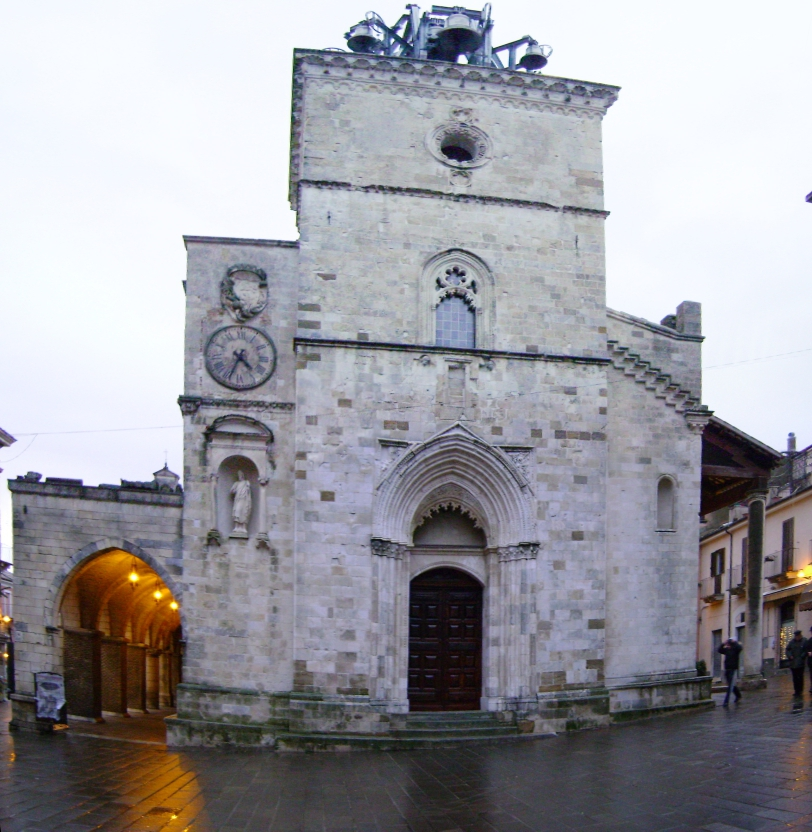
Prospetto del Duomo dalla piazza

- Caprafico: signori dell'omonima contrada, parrocchiani di San Nicola. Avevano la loro residenza fortificata presso il castello di Caprafico[1], come testimonia il Ranieri dai ruderi ancora in piedi, aventi pianta trapezoidale, con le mura occupate in parte da nuove case di contadini e da orti. Si ha testimonianza di Costanza di Caprafico, morta nel 1295, feudataria di metà della contrada per via di Tommasa Contesa di Palearia, e del castello di Fallascoso e di una parte di Pizzoferrato. Carlo II d'Angiò dette a Tommaso di Lama una parte di Caprafico e il resto dei feudi al nipote Nicolò e ad Ugone di Solliaco, capitano di Guasto Gisone (Vasto). Nel 1300 Giovanni Lorenzo di Caprafico possedeva tutto il feudo; nel 1316 sotto Roberto d'Angiò erano feudatari Bartolomeo e Gualtiero di Caprafico; di uomini illustri di religione si ricordano Padre Serafino (1339) e Padre Francesco (1416).
- Palearia - Pagliara: castello situato sopra Isola del Gran Sasso d'Italia (TE). La famiglia fu in rapporti col Regno di Napoli, nel Catalogus baronum (1150-1168) risulta di che Oderisio di Collepietro possedeva il feudo di Palearia, nel 1248 Innocenzo III confermò a Gualtiero di Palearia, conte di Manoppello, il possesso dei beni avuti da Federico II. I Palearia ebbero rapporti con Guardiagrele e i Caprafico, e dopo la venuta di Napoleone Orsini, andarono in decadenza. Il castello di Pagliara nel XVII secolo fu comprato dai Caracciolo, nel 1774 l'ultima marchesa della Valle era ancora fregiata del titolo di "comitissa Paleareae". La famiglia aveva sede presso un grande castello situato nell'omonima contrada sopra la vetta di Isola del Gran Sasso, di cui rimangono bastioni circolari, frutto di rifacimenti cinquecenteschi, e una grossa porzione adibita a cappella.
- Orsini: capostipite della famiglia fu Orso di Bobone nel XII secolo. Nel 1276 Tommasa figlia di Gualtieri di Palearia sposò Subiaco conte di Chieti, e la loro figlia Maria andò in moglie a Napoleone I Orsini, che entrò nei possedimenti di Manoppello, San Valentino, Guardiagrele, Casoli e Pagliaria. La famiglia in Abruzzo era divisa in due rami, uno che possedeva i feudi di Tagliacozzo, Carsoli, Avezzano, la Contea d'Albe, Pacentro, Amatrice, l'altra che ereditò la Contea di Manoppello (esistente dall'XI secolo), con 12 feudi. Napoleone I fortificò il sistema di torri di Guardiagrele, costruì il castello di Casoli, e fondò il monastero dei Francescani (1316). Nel 1344 suo figlio Napoleone II ereditò i beni, alla sua morte nel 1369 gli successe Giovanni, morto nel 1383, che lasciò i feudi a Napoleone III. Nel 1405 gli Orsini persero i feudi della contea,: Turri, Lettomanoppello, Casalincontrada, Roccamorice, venduti ai Valignani di Chieti, e infine persero l'ultimo importante feudi di Guardiagrele. Gli Orsini tentarono di non perdere Manoppello, nel 1438 Niccolò di Pier Giovanni Paolo, figlio di Napoleone III, era ancora signore di Manoppello; nel 1450 Orsi, ultimo fratello di Giovan Paolo, signore di Manoppello, ricevette da Alfonso d'Aragona la Valle Siciliana (Castelli, TE), e San Valentino d'Abruzzo Citeriore. La contea tornò a ingrandirsi con i feudi di Roccamontepiano, Pretoro, Fara Filiorum Petri e Rapino, ma vennero dichiarati ribelli da Ferrante I d'Aragona e nel 1470 privati di tutti i feudi, venduti a Chieti, che acquisì di fatto il governo dell'ex contea. Pardo Orsini tentò di impedire la disgregazione del contado, che perse definitivamente con Carlo VIII di Francia nel 1495, rimanendo col solo feudo della Valle Siciliana, perduta nel 1523, mentre Pardo si metteva al servizio del re Francesco I di Francia contro Carlo V d'Asburgo. Con la conquista di Carlo del regno di Napoli, divenuto vicereame, la contea nel 1527 andò nelle mani dei Colonna, che presero possesso anche dei feudi nella Marsica, mentre gli Orsini si accontentavano di una porzione di feudi presso Guardiagrele. Con l'estinzione della famiglia dopo la morte di Camillo Pardo Orsini nel 1553, anche Guardiagrele venne perduta, insieme alla Valle Siciliana (TE). Lo stemma presso Santa Maria Maggiore mostra un fascio bandato con una rosa canina.
- Scioli: lo stemma reca il nome di Giulio Scioli, capostipite del casata, apparso nel catasto onciario già nel 1609, definito "Sciolo", mentre nel XVIII secolo era noti come gli Sciola. Famoso personaggio fu Rocco Scioli (1753)

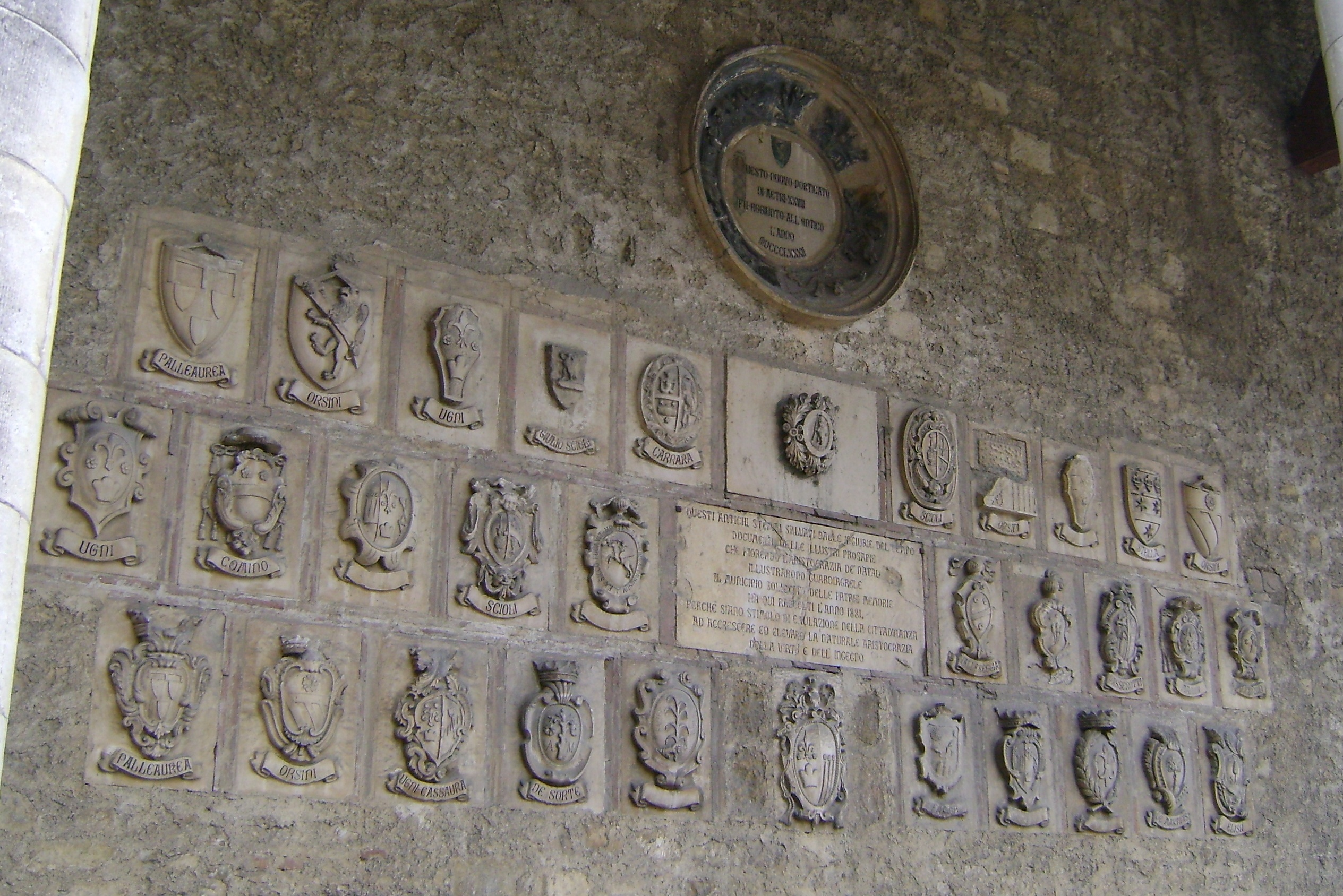
Seconda immagine della lapide degli stemmi

- Carrara: di questa famiglia si ricorda Ardizzone, luogotenente del capitano Braccio da Montone, al servizio di Giovanna II d'Angiò; nel 1423 fu inviato in Abruzzo insieme a Niccolò Piccinino per la guerra dell'Aquila. In quest'occasione Antonuccio Camponeschi venne nella città di Guardiagrele, cercando di far insorgere la popolazione contro i reali, ma le truppe del Piccinino e di Ardizzone, acquartieratisi sotto le mura, spinsero la cittadinanza a giurare fedeltà verso Giovanna e Alfonso I d'Aragona. Lo stemma mostra al centro un castello a torre d'oro, aperto finestrato, e murato di nero, fiammeggiante in cima di rosso, fiancheggiato da due leoni del secondo, coronati dello stesso.
- De Sorte: stemma dal tronco d'albero con due grandi pomi cadenti dai rami. Non si sa molto della famiglia, sennonché il cognome ha dato lustro al personaggio teatrale Antonio De Sorte detto "Frappiglia", maschera comica della commedia dell'arte abruzzese.
- Farina: originari di Casalincontrada, uniti con i D'Alena, lo stemma è scudo d'azzurro al giglio di giardino al naturale, fiorito di sei pezzi, tre per parte, nodrito sulla vetta più alta fra le tre di un colle al naturale verdeggiante; detto giglio accostato di sei stelle a sei raggi d'oro ordinate in palo tre e tre nei fianchi dello scudo.
- Vallereggia: originari di contrada Valle Regia dove avevano il castello, possiedono lo stemma con il cimiero di un cavaliere in cima, e lo scudo blasonato con nella parte superiore due corone di fiori, e in basso solo una.
- Stella: originari di Villa Maiella-Colle Barone, si conserva della loro presenza il torrione posto su vis Occidentale, coevo di Torre Adriana. Lo scudo è tripartito orizzontalmente in cima da tre gigli, e negli altri riquadri da due, e da una stella.
- Accursio: provenienti da un castello presso L'Aquila, lo stemma è inquartato nel 1 e nel 4 d'argento all'aquila spiegata di nero; nel 2 e nel 3 d'azzurro al leone d'oro rivoltato.
- Passarotti: risultano al catasto onciario del 1753, dove si nomina tale Apostolico Passarottio Ferdinando, sposato con Anna Carmela De Lauro.
- Elisii: apparirono nel catasto onciario del 1609 come "Lisii", poi nel XVIII cambiato nell'attuale (1753). Si conserva la struttura residenziale del Palazzo Elisii. Lo stemma ha la cornice molto ben elaborata da motivi barocchi, che in basso ritraggono il volto di un uomo, con la barba che si fonde nei riccioli con la stessa cornice. Lo stemma mostra un cipresso ornato in cima da tre stelle, e in basso da due boccioli che nascono dal terreno.

### Interno
Nell'ambiente interno a navata unica, si accede mediante una scalinata moderna, che sopraeleva il piano di calpestio del pavimento, permettendo di varcare l'area sottostante, dove si trova l'arco medievale di Via Cavalieri. Il pavimento, come la scalinata, è in marmo moderno, di recente fattura, sulla parte retrostante è possibile vedere l'ingresso a doppio fornice del portale maggiore, e la muratura del torrione centrale del campanile, con il doppio fornice del finestrone gotico ad arco ogivale. Il soffitto a capriate lignee è stato ripristinato negli anni '50, in quanto danneggiato dai bombardamenti della guerra. Il soffitto, dopo il terremoto del 1706, era stato realizzato a cassettoni con i lacunari ornati da fioroni.

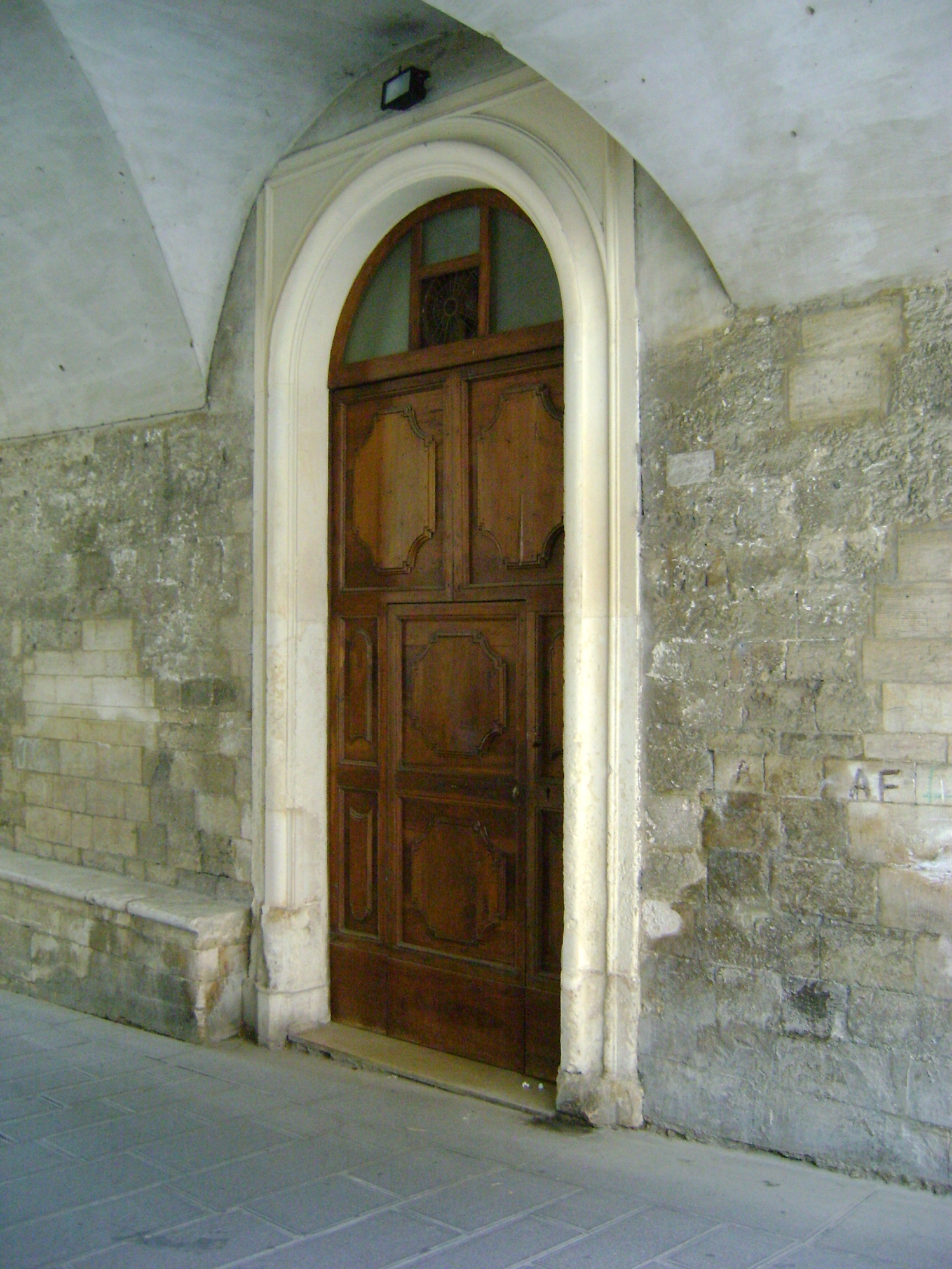
Accesso alla cappella di San Rocco

I muri sono scanditi da paraste alternate ad altari in stucco, dentro cui sono presenti statue o dipinti. Sul lato sinistro particolarmente rilevante sono la Deposizione, tela seicentesca del pittore ferrarese Giuseppe Lamberti, e il pulpito in legno di noce su cui sono incise scene della Vita di Gesù. Sul versante opposto è presente un paliotto medievale ricomposto con elementi in pietra eterogenei, dentro il quale è posta una composizione a formelle, sovrastato da una tela di fine Cinquecento che rappresenta l'Assunzione di Maria. Nella sagrestia sono conservati una Crocifissione di Francesco Maria De Benedictis, le Anime purganti di Nicola Ranieri e quattro episodi della Vita di Cristo, tutte opere di artisti guardiesi e risalenti al XIX e XX secolo.

### Cappella di San Rocco
Piccola chiesa a tre navate, rifatta nel XVIII secolo in stile barocco, è accessibile dall'arco di Via Cavalieri.

### Campanile
Il campanile sarebbe la parte sommitale della facciata centrale. Terminava a torre, inizialmente  ottagonale, forse un tamburo con una cupola a cuspide, seguendo le torri rinascimentali delle cattedrali di Chieti, Teramo e Atei, seguendo le ipotesi dello storico Lucio Taraborrelli. A causa dei danni del terremoto della Majella del 1706, il campanile fu rifatto a torre quadrata in pietra,  visibile in alcune foto storiche. Nell'occupazione francese  del 25 febbraio 1799  furono rotte le campane. Negli anni 30 fu demolito per pericoli statici  dopo il terremoto  della Majella del 1933. Nel 1943 un bombardamento aereo danneggiò la chiesa, il portico settentrionale, nel 1944 i tedeschi trafugarono le campane per trasformarle in pezzi di artiglieria. Le campane vennero rifuse da Capanni di Castelnovo ne' Monti (RE), tuttavia il castello di ferro, sul tetto scoperto fu montato solo nel 2009.
Inizialmente fu montato nei primi anni '90, per ospitare una sola campana, benché il concerto fosse stato già fuso, in fotografie della seconda metà degli anni '90, esisteva un concerto simile a quello attuale, ma poi per difetti di realizzazione del "castello", le campane sono state parcheggiate sino al 2009 sopra il portico Nord.

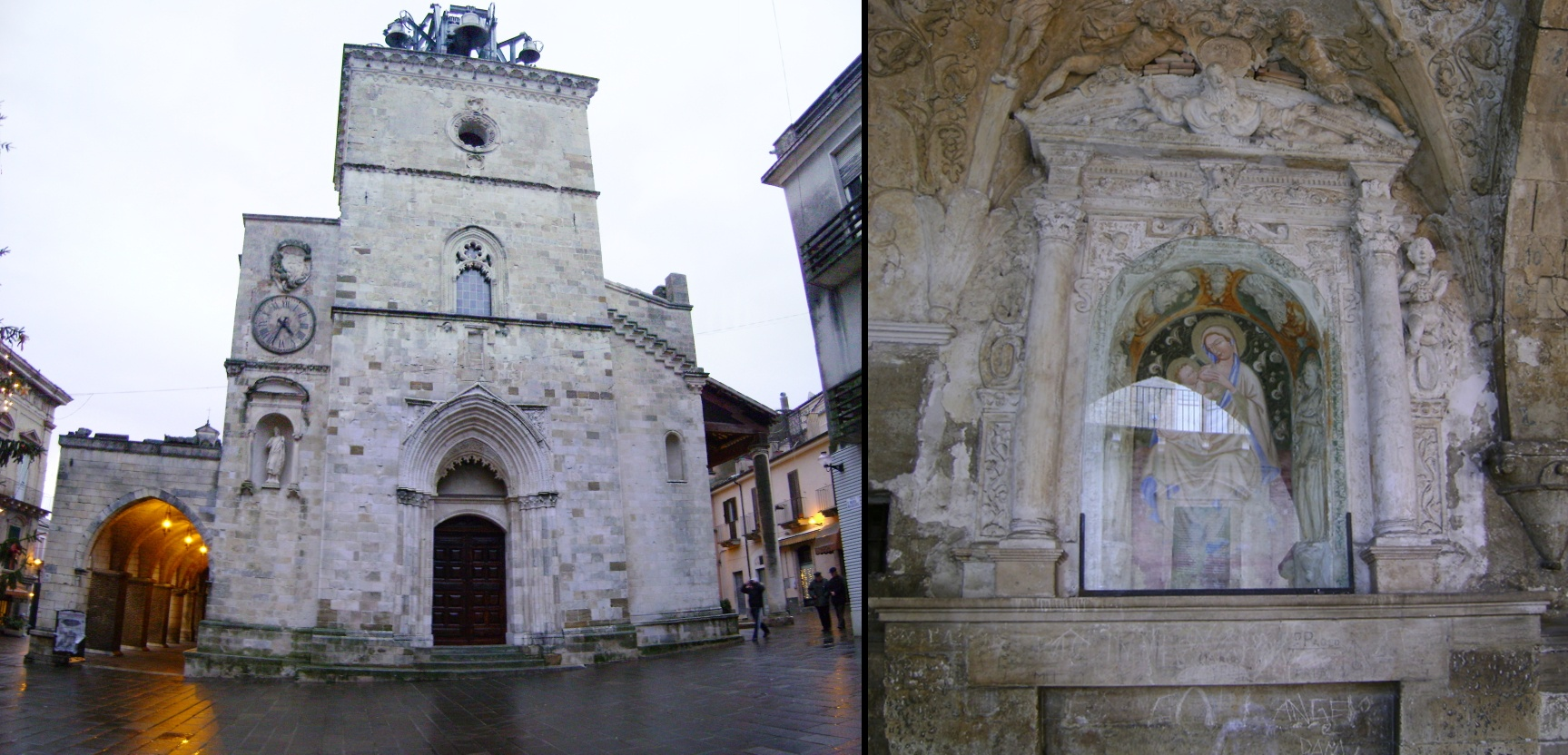
Il prospetto e l'affresco della Madonna del Latte

Il concerto è uno dei più grandi d'Abruzzo e possiede 9 campane poste a ottagono: 4 maggiori laterali, fiancheggiate da 4 piccole, e infine il campanone collocato al centro superiormente. Un altro piccolo campanile si trova all'inizio del portico di destra, costituito da una mezza torretta rettangolare in pietra, sopra cui si trova una campana che non viene suonata; rimasuglio dell'antica chiesa della Natività di Gesù.

### Le campane
Sono 9 a slancio (8 in scala diatonica maggiore più un semitono in La3). Sono state fuse nel 1996 ed elettrificate nel 2009 dalla Fonderia Capanni di Castelnovo ne' Monti (RE), che sostituiscono le vecchie campane ora conservate nella suddetta fonderia:
- Prima: Si2. Ha un diametro di 151 cm e una massa di 2130 kg. Riproduce la Croce di Nicola da Guardiagrele.
- Seconda: Do#3. Ha un diametro di 133,5 cm e una massa di 1450 kg. Raffigura la Madonna dell'Aiuto e della Collegiata di Santa Maria Maggiore.
- Terza: Re#3. Ha un diametro di 119,5 cm e una massa di 1030 kg. Raffigura San Nicola Greco.
- Quarta: Mi3. Ha un diametro di 112 cm e ha una massa di 860 kg. Raffigura San Rocco.
- Quinta: Fa#3. Ha un diametro di 99,7 cm e una massa di 600 kg. Raffigura San Donato di Arezzo (patrono di Guardiagrele) e Sant'Emidio.
- Sesta: Sol#3 (batte i rintocchi delle ore). Ha un diametro di 89,5 cm e una massa di 430 kg. Raffigura San Giuseppe e a San Cristoforo.
- Settima: La#3. Ha un diametro di 79,3 cm e una massa di 300 kg. Raffigura Cristo con i fanciulli.
- Ottava: Si3 (batte due tocchi alle mezzore). Ha un diametro di 74,2 cm e una massa di 245 kg. Raffigura San Pietro Celestino e Santa Chiara di Assisi.
- Semitono (settima minore): La3. Ha un diametro di 82,5 cm e ha una massa di 330 kg. Raffigura Santa Maria Addolorata e Sant'Anna.

Sulla vela sinistra della Collegiata, si trova una campana in Do#4. È stata fusa ed elettrificata assieme alle campane del campanile.

## Museo del Duomo "don Domenico Grossi"
Posto sul lato sud, accessibile al fianco dell'ingresso laterale, è allestito in tre stanze, che conservano parti della chiesa come era prima del 1703. La prima sala contiene i paramenti liturgici più importanti, la seconda è interamente dedicata allo scultore e orafo Nicola Gallucci, il cui pezzo forte è la Croce astile del 1431, ricomposta dopo il suo trafugamento, e la copia originale del gruppo dell'Annunciazione che stava sulla lunetta del portale maggiore, opera sempre attribuita al Gallucci, infine la terza sala contiene opere sacre risalenti al XIII-XIV secolo.

## Galleria d'immagini

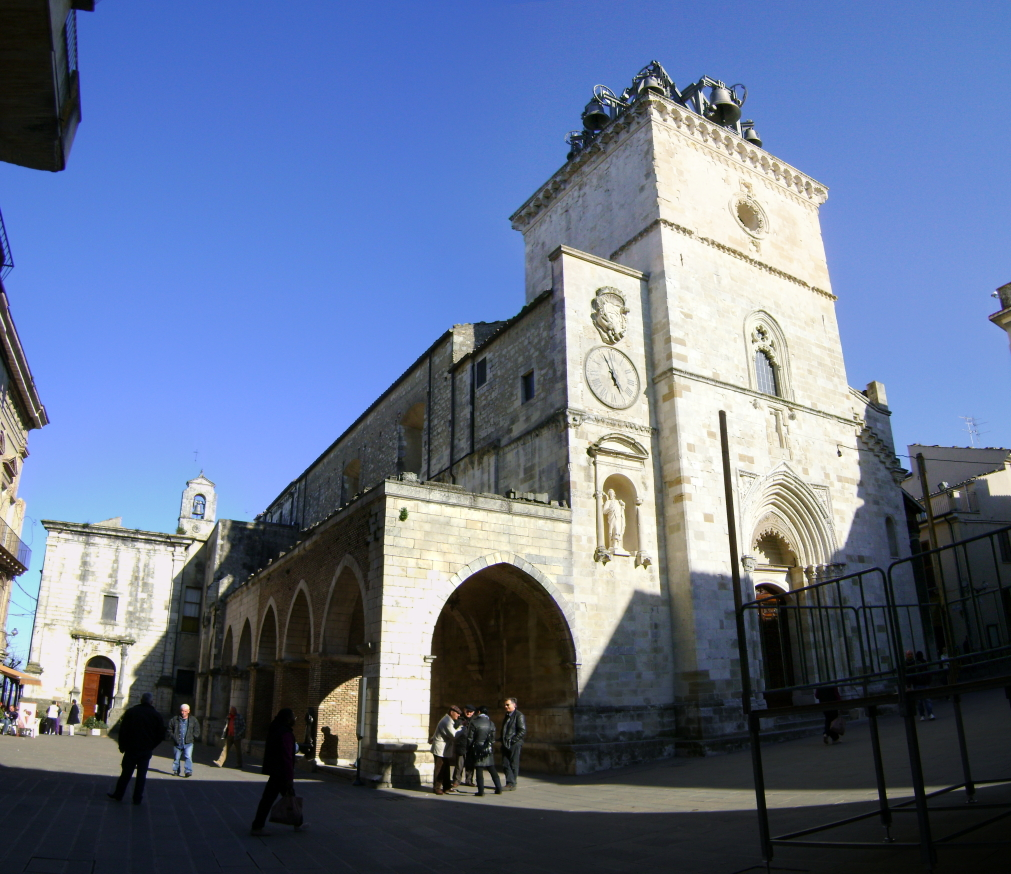
Vista della facciata e del lato sinistro
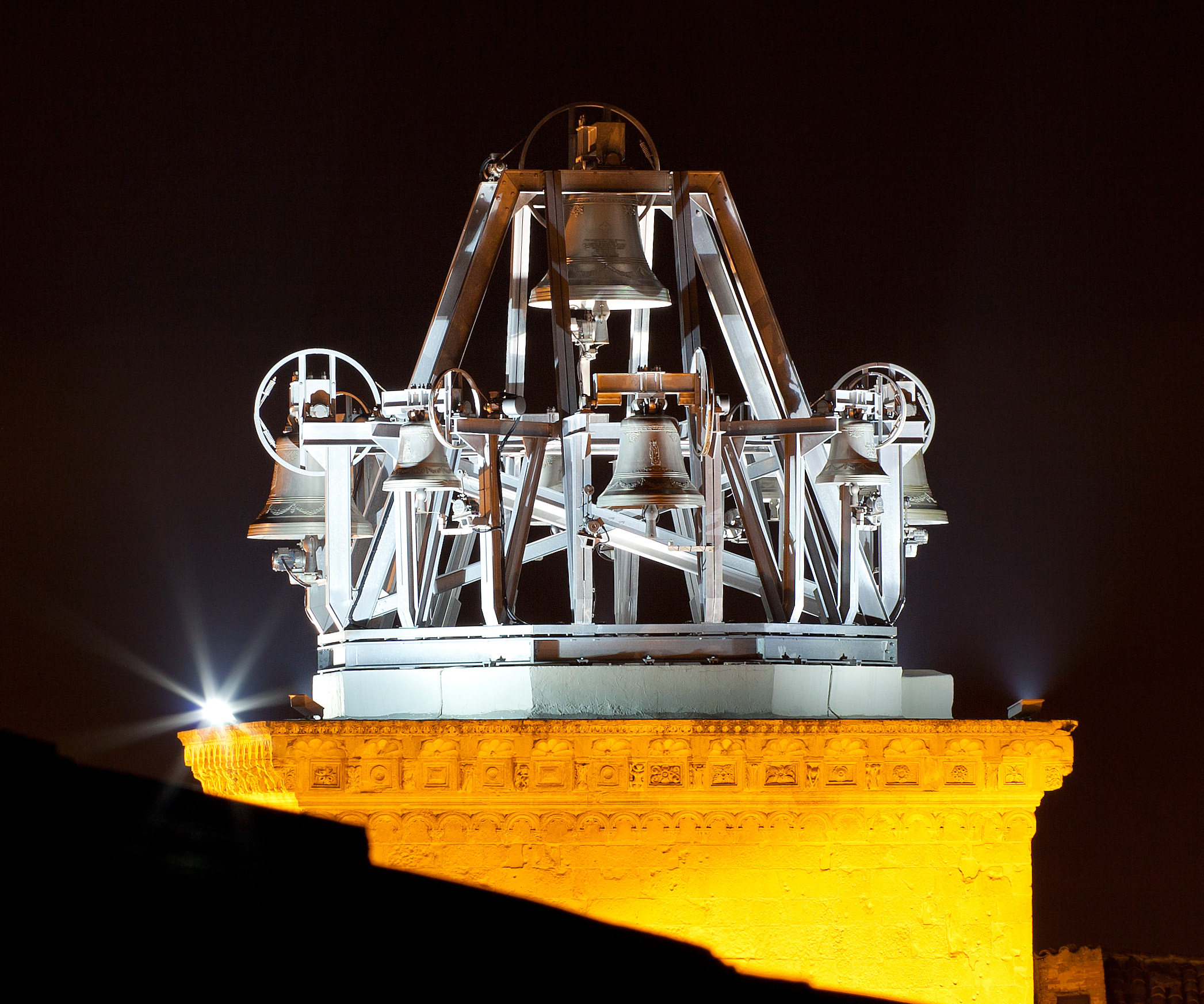
Il nuovo campanile di notte
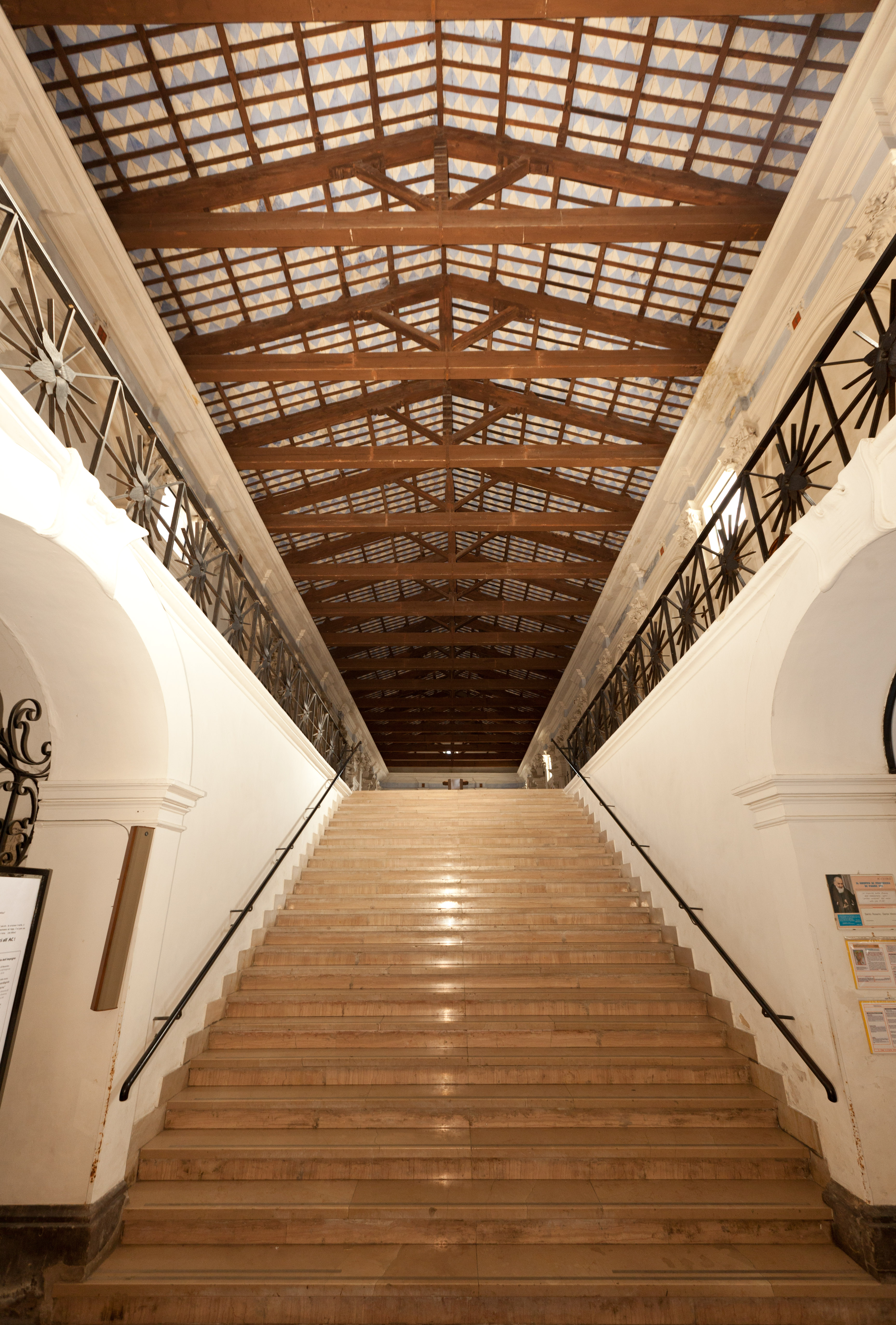
La scala dall'ingresso attraverso la torre per il coro principali
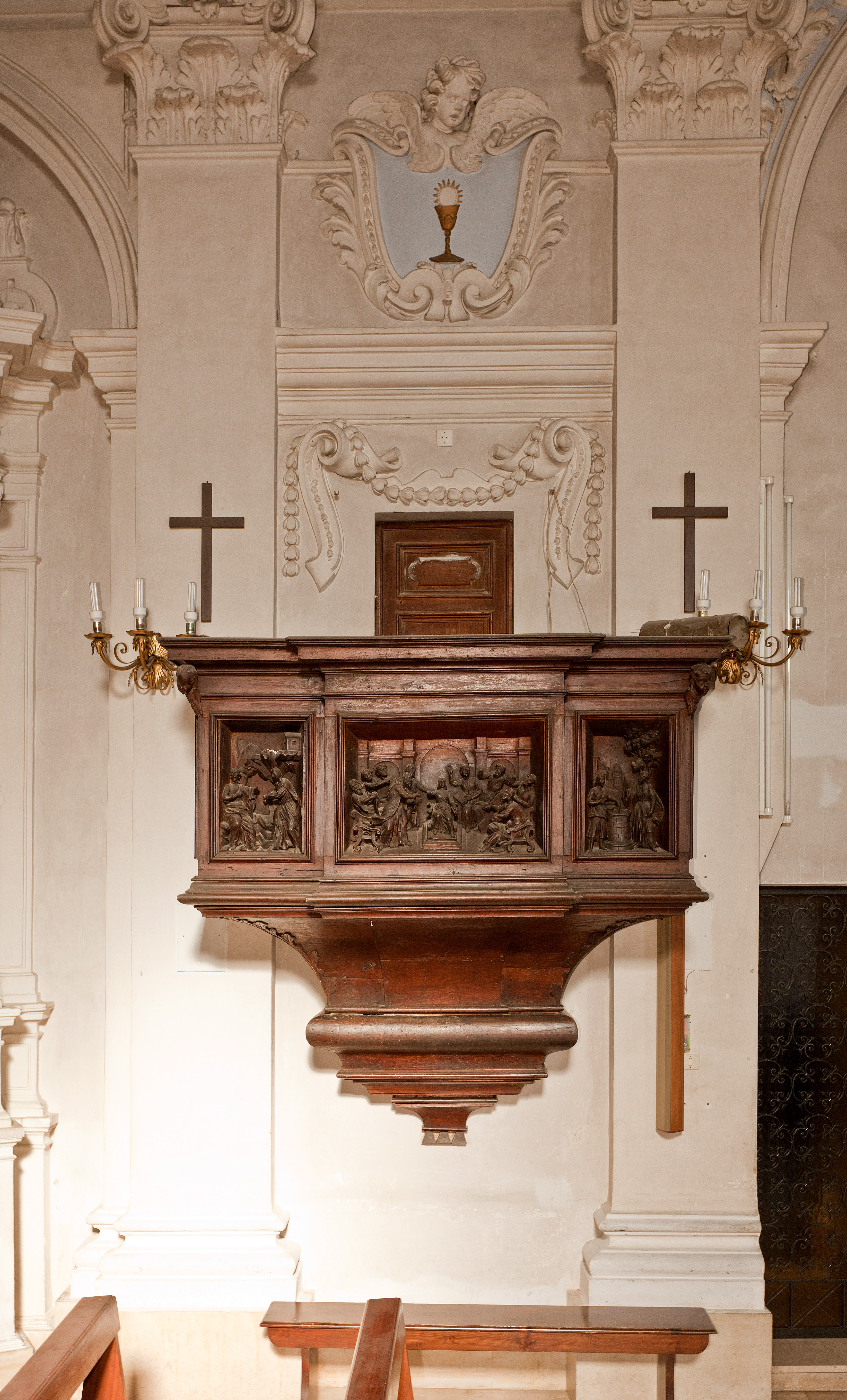
Pulpito barocco in legno
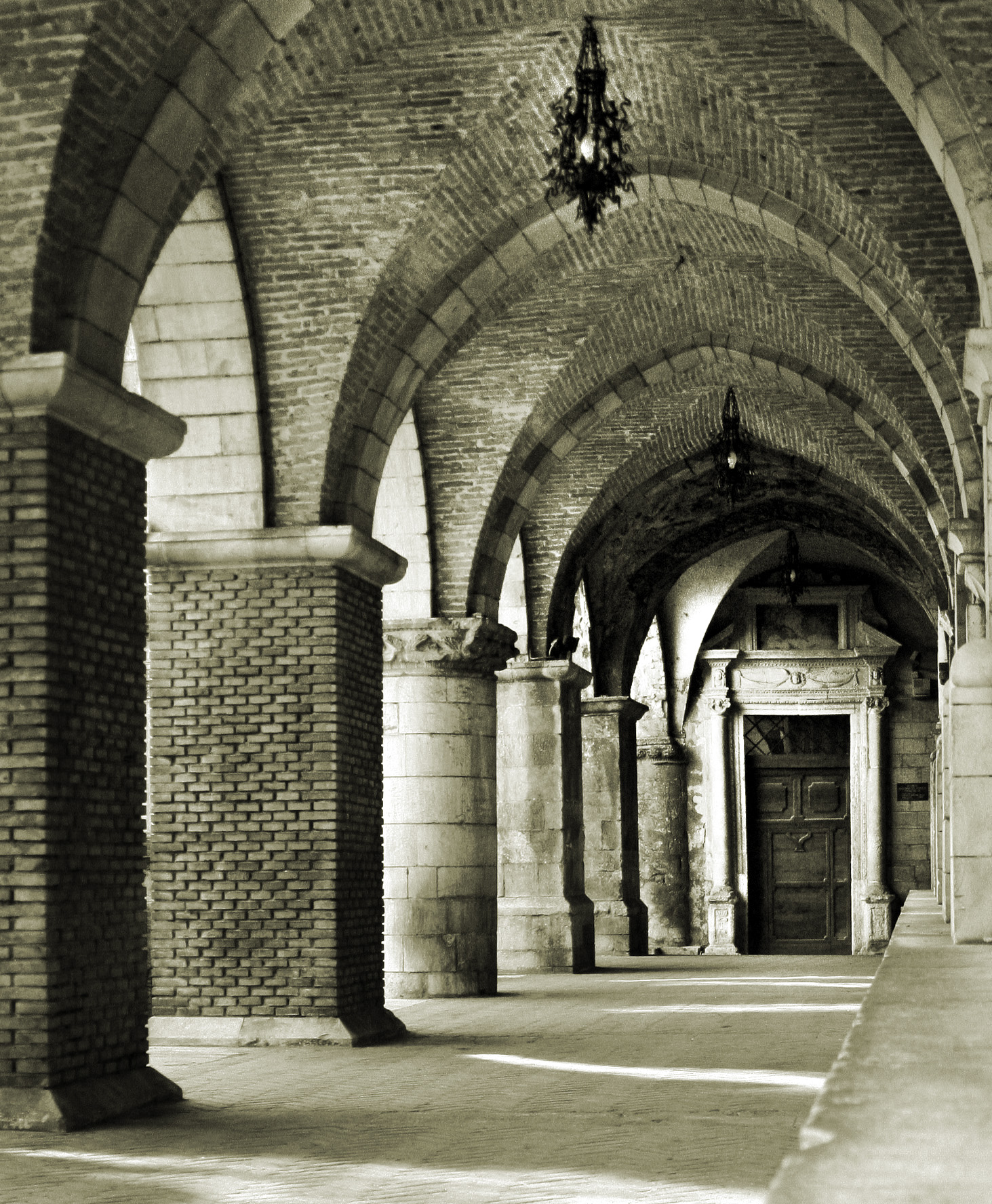
Il portico nord
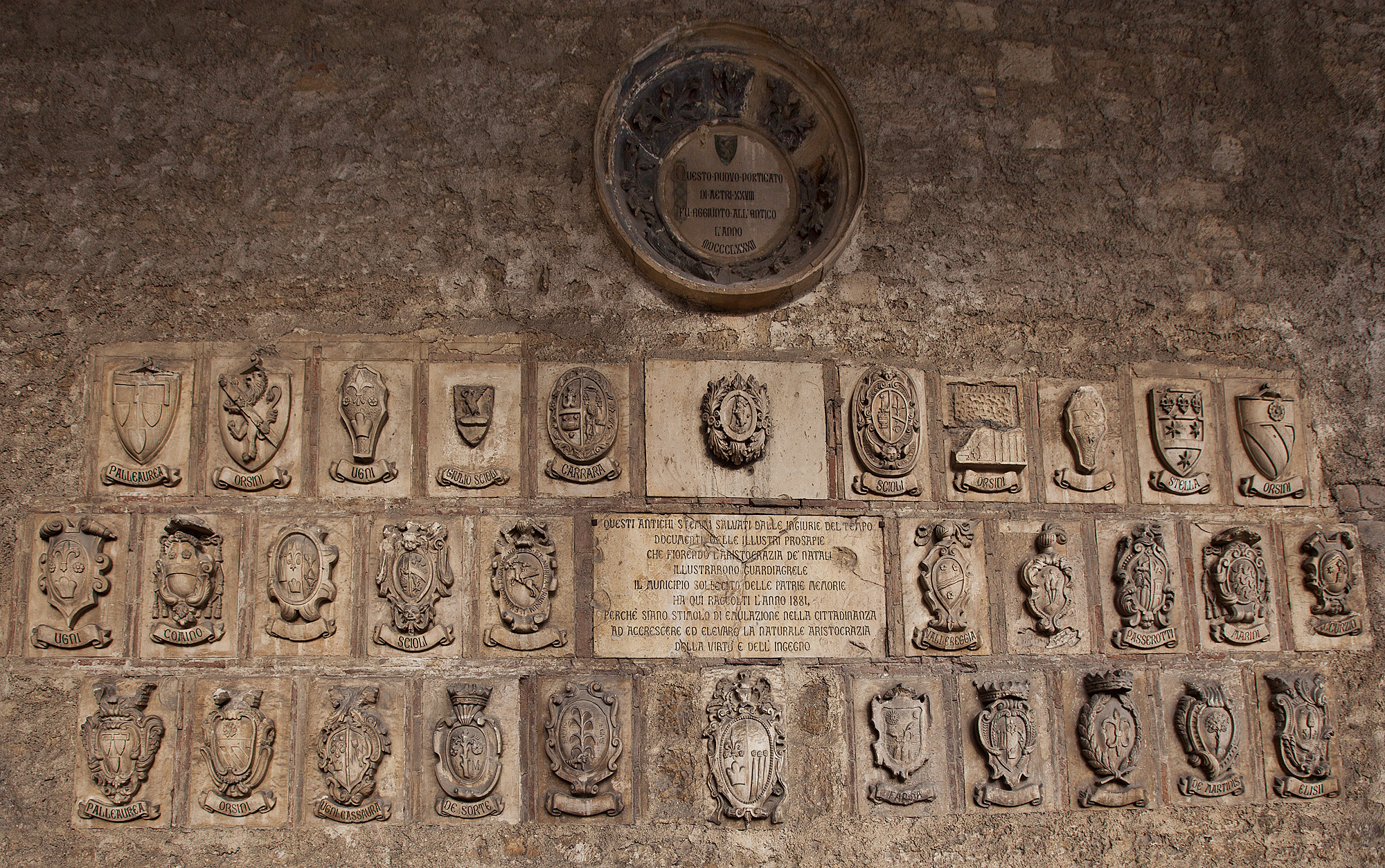
Gli stemmi delle famiglie nobili di Guardiagrele sotto il portico sulla parete sud